# Tomáš Freisler
Tomáš Freisler (* 7. dubna 1970) je bývalý český fotbalista, obránce. Po skončení aktivní kariéry působí jako asistent trenéra a pracuje jako realitní makléř.

## Fotbalová kariéra
V české lize hrál za FC Bohemians Praha. Nastoupil ve 26 ligových utkáních. Gol v lize nedal. V nižších soutěžích hrál i za FK Baník Havířov, SK Chrudim, SC Xaverov Horní Počernice, FC Vítkovice a FK Loko Vltavín.

## Ligová bilance
| Ročník                          | Zápasy | Góly | Klub                       |
| ------------------------------- | ------ | ---- | -------------------------- |
| 2. česká fotbalová liga 1994/95 | -      | 0    | FK Baník Havířov           |
| 2. česká fotbalová liga 1995/96 | 11     | 1    | FK Baník Havířov           |
| 2. česká fotbalová liga 1996/97 | 15     | 0    | FK Baník Havířov           |
| 1. česká fotbalová liga 1996/97 | 6      | 0    | FC Bohemians Praha         |
| 2. česká fotbalová liga 1997/98 | 14     | 2    | SK Chrudim                 |
| 2. česká fotbalová liga 1997/98 | 11     | 0    | FC Bohemians Praha         |
| 2. česká fotbalová liga 1998/99 | 19     | 2    | FC Bohemians Praha         |
| Gambrinus liga 1999/00          | 16     | 0    | FC Bohemians Praha         |
| Gambrinus liga 2000/01          | 4      | 0    | FC Bohemians Praha         |
| 2. česká fotbalová liga 2000/01 | 15     | 1    | SC Xaverov Horní Počernice |
| 2. česká fotbalová liga 2001/02 | 26     | 2    | FC Vítkovice               |
| 2. česká fotbalová liga 2002/03 | 27     | 1    | FC Vítkovice               |
| 2. česká fotbalová liga 2003/04 | 23     | 3    | FC Vítkovice               |
| 2. česká fotbalová liga 2004/05 | 20     | 2    | FC Vítkovice               |
| CELKEM 1. liga                  | 26     | 0    |                            |